# Copa Federació 2012 (tennis)
La Copa Federació 2012, coneguda oficialment com a Fed Cup by BNP Paribas 2012, correspon a la 50a edició de la Copa Federació de tennis, la competició nacional de tennis més important en categoria femenina.
La República Txeca va aconseguir el segon títol des de la dissolució de Txecoslovàquia l'any 1993, a més, ambdós consecutius.

## Grup Mundial
| Equips participants | Equips participants | Equips participants | Equips participants |
| Rússia              | Txèquia             | Itàlia              | Bèlgica             |
| Espanya             | Sèrbia              | Ucraïna             | Alemanya            |
| ------------------- | ------------------- | ------------------- | ------------------- |

### Quadre
|  | Primera ronda 4 - 5 de febrer          | Primera ronda 4 - 5 de febrer            | Primera ronda 4 - 5 de febrer |                                        |          | Semifinals 21 - 22 d'abril | Semifinals 21 - 22 d'abril             | Semifinals 21 - 22 d'abril |  |  | Final 3 - 4 de novembre | Final 3 - 4 de novembre | Final 3 - 4 de novembre |
|  |                                        |                                          |                               |                                        |          |                            |                                        |                            |  |  |                         |                         |                         |
|  | Moscou, Rússia (dura interior)         |                                          |                               |                                        |          |                            |                                        |                            |  |  |                         |                         |                         |
|  | 1                                      | Rússia                                   | 3                             |                                        |          |                            |                                        |                            |  |  |                         |                         |                         |
|  | 1                                      | Rússia                                   | 3                             | Moscou, Rússia (terra batuda interior) |          |                            |                                        |                            |  |  |                         |                         |                         |
|  |                                        | Espanya                                  | 2                             |                                        |          |                            |                                        |                            |  |  |                         |                         |                         |
|  |                                        | Espanya                                  | 2                             | 1                                      | Rússia   | 2                          |                                        |                            |  |  |                         |                         |                         |
|  | Charleroi, Bèlgica (dura interior)     |                                          |                               | 1                                      | Rússia   | 2                          |                                        |                            |  |  |                         |                         |                         |
|  |                                        |                                          | Sèrbia                        | 3                                      |          |                            |                                        |                            |  |  |                         |                         |                         |
|  |                                        | Sèrbia                                   | Sèrbia                        | 3                                      | 3        |                            |                                        |                            |  |  |                         |                         |                         |
|  |                                        | Sèrbia                                   |                               |                                        | 3        |                            | Praga, República Txeca (dura interior) |                            |  |  |                         |                         |                         |
|  | 4                                      | Bèlgica                                  | 2                             |                                        |          |                            |                                        |                            |  |  |                         |                         |                         |
|  | 4                                      | Bèlgica                                  | 2                             |                                        |          |                            |                                        |                            |  |  | Sèrbia                  | 1                       |                         |
|  | Biella, Itàlia (terra batuda interior) |                                          |                               |                                        |          |                            |                                        |                            |  |  | Sèrbia                  | 1                       |                         |
|  |                                        | 2                                        | Txèquia                       | 3                                      |          |                            |                                        |                            |  |  |                         |                         |                         |
|  | 3                                      | 2                                        | Txèquia                       | 3                                      | Itàlia   | 3                          |                                        |                            |  |  |                         |                         |                         |
|  | 3                                      | Ostrava, República Txeca (dura interior) |                               |                                        | Itàlia   | 3                          |                                        |                            |  |  |                         |                         |                         |
|  |                                        | Ucraïna                                  | 2                             |                                        |          |                            |                                        |                            |  |  |                         |                         |                         |
|  |                                        | Ucraïna                                  | 2                             | 3                                      | Itàlia   | 1                          |                                        |                            |  |  |                         |                         |                         |
|  | Stuttgart, Alemanya (dura interior)    |                                          |                               | 3                                      | Itàlia   | 1                          |                                        |                            |  |  |                         |                         |                         |
|  |                                        | 2                                        | Txèquia                       | 4                                      |          |                            |                                        |                            |  |  |                         |                         |                         |
|  |                                        | 2                                        | Txèquia                       | 4                                      | Alemanya | 1                          |                                        |                            |  |  |                         |                         |                         |
|  |                                        |                                          |                               |                                        | Alemanya | 1                          |                                        |                            |  |  |                         |                         |                         |
|  | 2                                      | Txèquia                                  | 4                             |                                        |          |                            |                                        |                            |  |  |                         |                         |                         |

## Play-off Grup Mundial
Els partits del Play-off del Grup Mundial es van disputar el 21 i 22 d'abril de 2012 i hi van participar els quatre equips perdedors de la primera ronda del Grup Mundial contra els quatre equips guanyadors del Grup Mundial II. L'elecció dels caps de sèrie es va basar en el rànquing de la Copa Federació.
| Seu (superfície)                            | Equip local | Resultat | Equip visitant   |
| ------------------------------------------- | ----------- | -------- | ---------------- |
| Khàrkiv, Ucraïna (terra batuda)             | Ucraïna     | 0 − 5    | Estats Units (1) |
| Tòquio (Japó) (dura interior)               | Japó        | 4 − 1    | Bèlgica (2)      |
| Marbella, Espanya (terra batuda)            | Espanya (3) | 2 − 3    | Eslovàquia       |
| Stuttgart, Alemanya (terra batuda interior) | Alemanya    | 2 − 3    | Austràlia (4)    |

## Grup Mundial II
Els partits del Grup Mundial II es van disputar el 4 i 5 de febrer de 2012. Els vencedors van accedir al Play-off del Grup Mundial, mentre que els vençuts van accedir al Play-off del Grup Mundial II.
| Seu (superfície)                               | Equip local      | Resultat | Equip visitant |
| ---------------------------------------------- | ---------------- | -------- | -------------- |
| Worcester, Estats Units (Dura interior)        | Estats Units (1) | 5 − 0    | Belarús        |
| Granges-Paccot, Suïssa (Terra batuda interior) | Suïssa           | 1 − 4    | Austràlia (2)  |
| Bratislava, Eslovàquia (Dura interior)         | Eslovàquia (3)   | 3 − 1    | França         |
| Tòquio (Japó) (Dura exterior)                  | Japó (4)         | 5 − 0    | Eslovènia      |

## Play-off Grup Mundial II
Els partits del Play-off del Grup Mundial es van disputar el 21 i 22 d'abril de 2012 i hi van participar els quatre equips perdedors del Grup Mundial II contra els quatre equips classificats provinents dels grups I dels tres sectors mundials (Amèrica, Àsia/Oceania i Europa/Àfrica). L'elecció dels caps de sèrie es va basar en el rànquing de la Copa Federació.
| Seu (superfície)                          | Equip local   | Resultat | Equip visitant  |
| ----------------------------------------- | ------------- | -------- | --------------- |
| Besançon, França (dura interior)          | França (1)    | 5 − 0    | Eslovènia       |
| Yverdon-les-Bains, Suïssa (dura interior) | Suïssa (2)    | 4 − 1    | Belarús         |
| Boras, Suècia (dura interior)             | Suècia (3)    | 4 − 1    | Regne Unit      |
| Buenos Aires, Argentina (terra batuda)    | Argentina (4) | 4 − 1    | R.P. de la Xina |